# アウプ
アウプ (ドイツ語: Aub, ドイツ語発音: [a‿up]) はドイツ連邦共和国バイエルン州ウンターフランケン地方のヴュルツブルク郡に属す市で、アウプ行政共同体の本部所在地である。

## 地理

### 位置
この都市は、バーデン＝ヴュルテンベルク州との州境近くのゴルラハ川沿いに位置している。

### 自治体の構成
本市は、公式には7つの地区 (Ort) からなる。このうち小集落や孤立農場などを除く集落を以下に列記する。
- アウプ
- バルダースハイム
- ブルガーロート

## 歴史

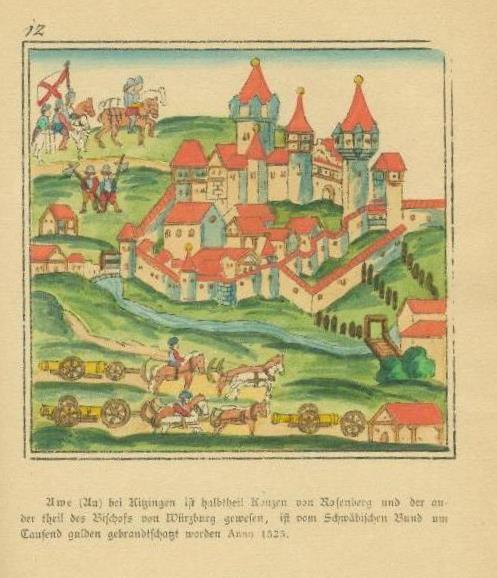
フランケン戦争でシュヴァーベン同盟軍に包囲されたアウプ

アウプの中世後期の歴史は、トルフゼス・フォン・ヴァルダースハイム家と密接に関係している。1523年、フランケン戦争でアウプはシュヴァーベン同盟の攻撃を受けた。ヴュルツブルク司教本部のアムトは世俗化により1803年にバイエルン大公領となった。1805年にトスカーナ大公フェルディナンド3世が創設したヴュルツブルク大公国領に編入されたが、その廃止に伴い1814年、最終的にバイエルン王国領となった。バイエルンの行政改革の時代、1818年の市町村令によって現在の市となった。

### 人口推移
- 1970年 1,714人
- 1987年 1,631人
- 2000年 1,702人

## 行政

### 市長
アウプの市長はローマン・メント (CSU/Bürgerliste) である。彼は2020年に市長に就任した。

### 姉妹都市
- ヴリクスム（ドイツ、シュレスヴィヒ＝ホルシュタイン州）1998年

## 文化と見所

### 建造物

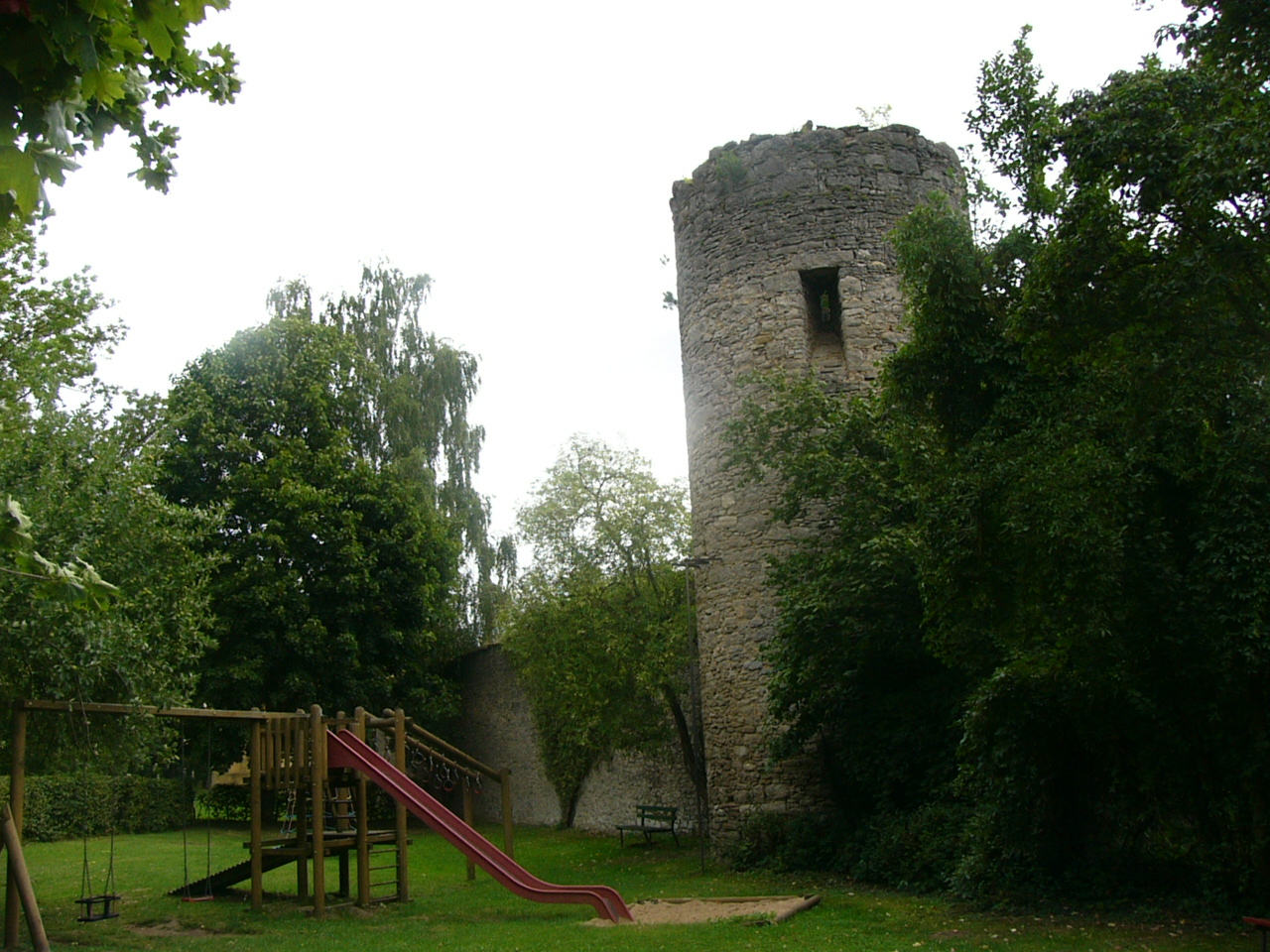
市壁と防衛施設の塔

アウプには多くの見所がある。カトリックの市教区教会マリア被昇天教会にはティルマン・リーメンシュナイダーのキリスト磔刑群像がある。また、フランケン病院博物館にはフランケン地方の医療に関する情報が保存されている。アウプは市壁に囲まれている。市壁の長さは1.4kmである。市の中心は中世風のマルクト広場である。この他に、保存状態の良いユダヤ人墓地もあり、オッペンハイマーやマンハイマーあるいはジッヒェルといった国際的に有名な一族の墓も見ることができる。
バルダースハイムの南には14世紀のライヒェルスブルクの古城趾がある。
ブルガーロートにはクニグンデ礼拝堂がある。伝承によれば、この礼拝堂の建設は、皇后クニグンデの死後、バンベルクに3枚の白いベールが飛来し、このベールが再び見つかった場所に聖母を讃える礼拝堂を造るよう命じた。このベールの1枚がこの地の若いボダイジュの枝に掛かっているのが見つけられ、現在もこの地に礼拝堂が建っているのである。

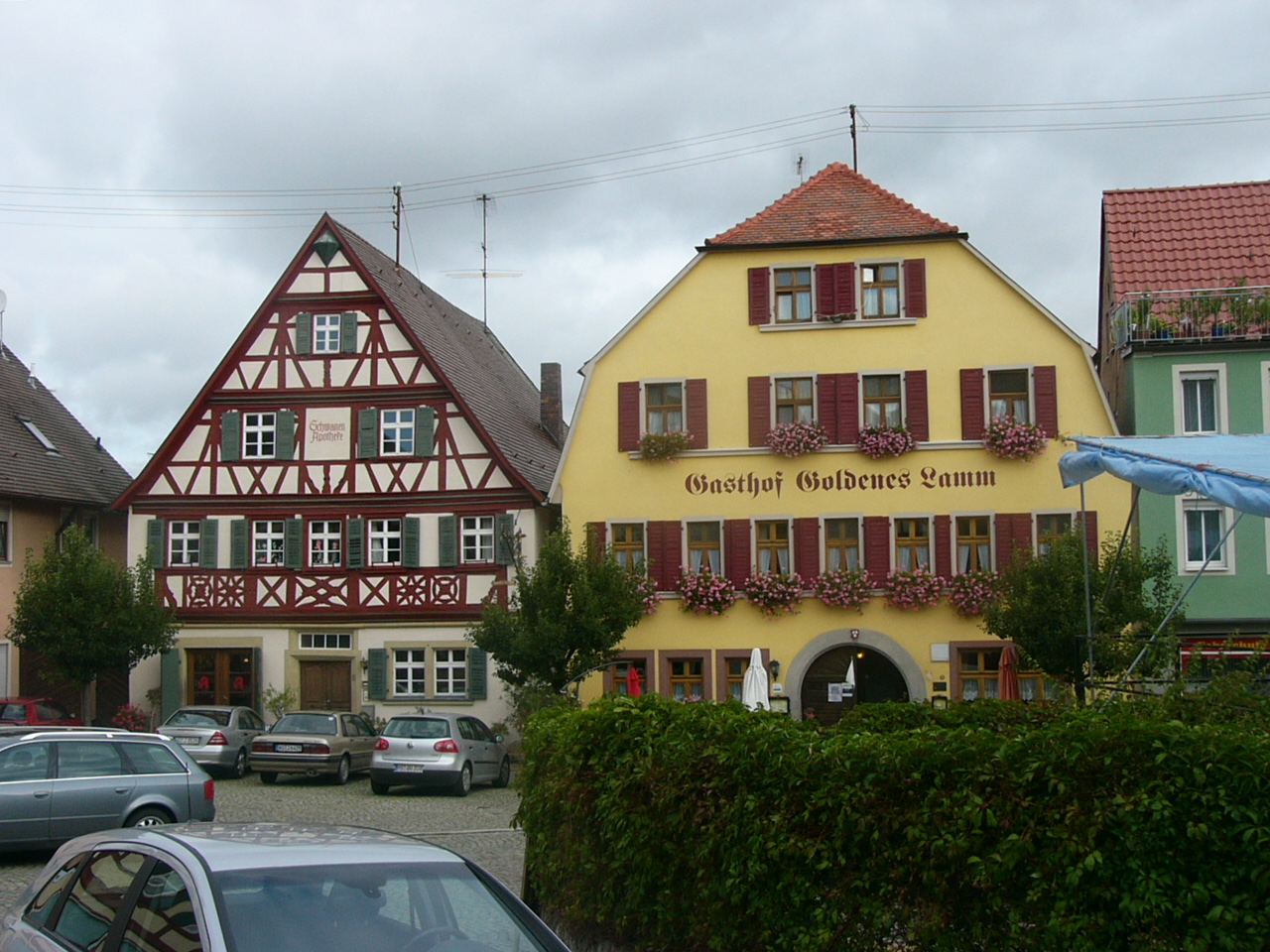
アウプのマルクト広場
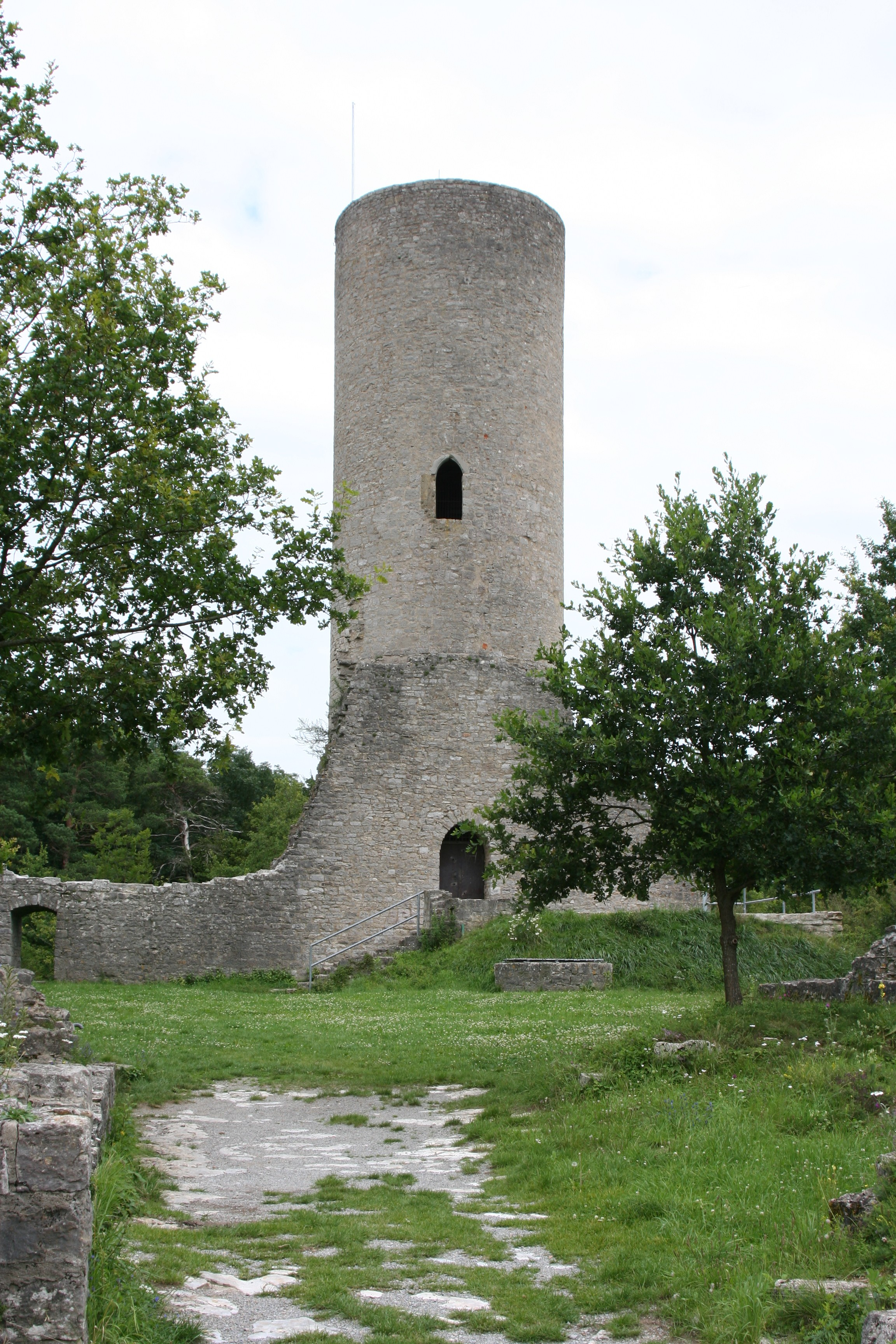
ライヒェルスブルク城の主塔
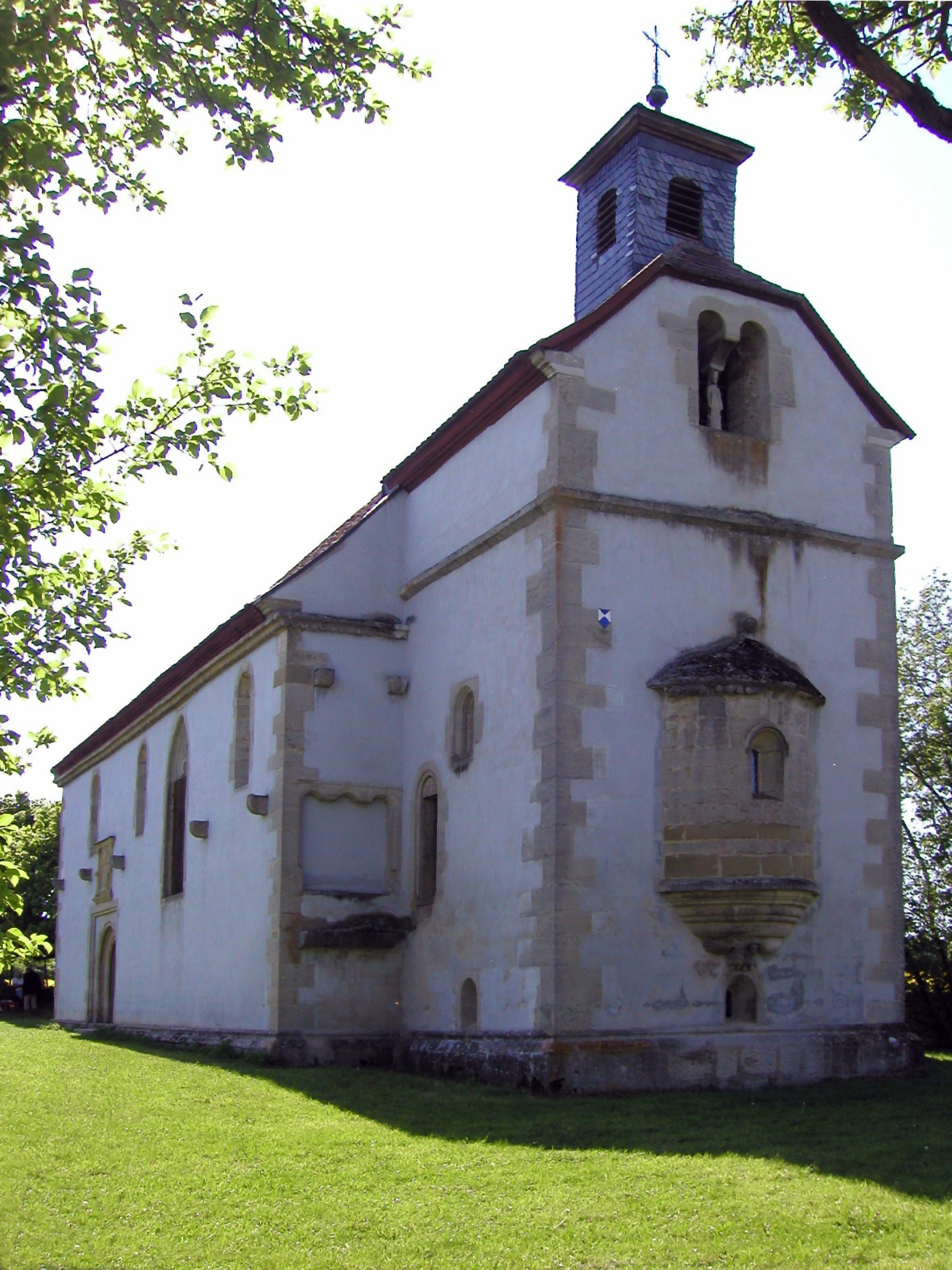
クニグンデ礼拝堂

## 人物

### 出身者
- ヨハネス・ベーム（1485年 - 1533年または1535年）人文主義者

## 引用
1. ↑  https://www.statistikdaten.bayern.de/genesis/online?operation=result&code=12411-003r&leerzeilen=false&language=de Genesis-Online-Datenbank des Bayerischen Landesamtes für Statistik Tabelle 12411-003r Fortschreibung des Bevölkerungsstandes: Gemeinden, Stichtag (Einwohnerzahlen auf Grundlage des Zensus 2011)
2. ↑  Max Mangold, ed (2005). Duden, Aussprachewörterbuch (6 ed.). Dudenverl. p. 175. ISBN 978-3-411-04066-7
3. ↑  Bayerische Landesbibliothek Online
4. ↑  “Kommunalwahl 2020 / Landkreis Würzburg”. 2021年4月11日閲覧。